# Holly e Benji - Due fuoriclasse
Holly e Benji - Due fuoriclasse (キャプテン翼?, Kyaputen Tsubasa) è il primo anime televisivo tratto dal manga Capitan Tsubasa.

## Produzione e differenze con il manga
Prodotto e realizzato dal 1983 al 1986 dalla Tsuchida Production, si compone di 128 episodi che raccontano solo la storia dei primi 25 Tankōbon del manga originale di Yōichi Takahashi. L'episodio 66 adatta lo speciale Boku wa Misaki Taro. Ogni episodio nella versione originale dura all'incirca 24 minuti comprensivi delle due sigle (di apertura e chiusura). La sigla di apertura è seguita da un riassunto della puntata precedente. Segue il titolo dell'episodio, dopo il quale comincia la puntata vera e propria, il cui inizio può rinarrare in maniera leggermente diversa quanto successo nel finale dell'episodio precedente. Al termine della puntata vengono trasmesse le anticipazioni dell'episodio successivo e la sigla di chiusura.
Per quanto riguarda la rappresentazione grafica dei personaggi, fu stabilito di proporzionare meglio i personaggi rispetto ai disegni realizzati da Takahashi per il manga, e inoltre di ingentilire le azioni rendendole graficamente meno cruente. Per la necessità di rallentare il ritmo della narrazione e di inquadrare solo alcuni giocatori per volta durante le partite, si decise di rendere graficamente i campi di gioco come se fossero colline lunghe diversi chilometri, in modo da nascondere oltre l'orizzonte le parti di campo e i giocatori superflui. L'anime riscosse successo, raggiungendo addirittura il 21% d'indice d'ascolto nella regione di Kanto.
Esistono delle differenze tra manga e anime, dovute alla necessità di inserire scene (se non addirittura intere puntate) riempitive (filler) per non raggiungere il manga ancora in corso di pubblicazione: sono state aggiunte parti nuove rispetto alla storia del manga, come ad esempio l'arco riempitivo del torneo di Parigi (episodi 98-104), che verte sugli avversari europei appena introdotti nei coevi lungometraggi animati della serie proiettati in occasione del Toei manga matsuri (una manifestazione dedicata agli anime); la necessità di rallentare il ritmo della narrazione ha portato alla realizzazione di numerose analessi (flashback), in origine non presenti nel manga, oltre all'inserimento di azioni di gioco o all'alterazione di quelle presenti anche nel manga al fine di allungarne la durata; inoltre, diverse azioni di gioco furono realizzate al rallentatore, anche per intensificare la suspense. Nonostante questi accorgimenti, il manga fu quasi raggiunto, per cui non fu possibile adattare in animazione la saga del mondiale giovanile di Parigi (volumi 25-37 del manga), e l'anime si concluse con l'episodio 128 al termine della finale tra Nankatsu (New Team) e Toho.
L'inserimento dei riempitivi ha portato talvolta a incongruenze. Ad esempio, nell'episodio 22 una scena riempitiva mostra Benji che assiste in diretta, guardando la TV, al pareggio della Hot Dog e all'infortunio di Gilbert; tuttavia, in una scena tratta dal manga dell'episodio successivo, Benji è in giardino ad allenarsi e appare sorpreso quando il suo allenatore personale lo informa del pareggio della Hot Dog, in contraddizione con l'episodio precedente. Altre incongruenze sono più che altro a posteriori: ad esempio un'analessi riempitiva dell'episodio 44 vede il padre di Mark Lenders morire di malattia, mentre in seguito, nella seconda serie del manga, l'autore stabilì che a causarne la morte fosse un incidente stradale. Anche l'uso dei personaggi europei inventati per i lungometraggi animati coevi (ispirandosi in parte a quelli appena introdotti nel manga a partire dal volume 25) nell'arco riempitivo del torneo di Parigi (episodi 98-104) è in contraddizione con il manga e con la serie OAV Shin Captain Tsubasa, dove Schneider non riconosce i giocatori della nazionale giapponese al loro arrivo ad Amburgo (mentre, secondo gli episodi 98-104 e i film, li aveva già affrontati diverse volte). Di fatto la Tsuchida Production, che dichiarò bancarotta nel luglio 1986, non potendo trasporre la saga del mondiale giovanile di Parigi ancora in corso nel manga, con il terzo e quarto film produsse una versione alternativa del mondiale giovanile, vinto dal Giappone battendo in semifinale gli Stati Uniti e in finale la selezione del Sudamerica allenata da Roberto. Il terzo e il quarto film, pur essendo in continuità con la serie animata del 1983, contraddicono il manga e le serie successive dell'anime.
Descrivendo più sul dettaglio le differenze tra anime e manga:
- L'iscrizione iniziale di Holly alla S. Francis (poi cambiata in corsa) è stata introdotta per la prima volta nell'anime, dato che nella prima serie del manga non ve n'era alcuna menzione, anche se l'autore ha deciso nel 2021 di renderla canonica inserendola in uno speciale approfondente il passato del protagonista.
- Nel manga l'unico membro della Newppy che Holly conosce il giorno dell'arrivo nella nuova città è Bruce mentre nell'anime nello stesso giorno si imbatte anche in altri membri (come Patty e Arthur) che nel manga avrebbe conosciuto nei giorni successivi. Inoltre, siccome nella prima parte manga, Patty non aveva il suo nome menzionato, essa venne inizialmente indicata come "Miyuki Namiki" nei crediti dell'anime finché il suo nome venne rivelato nel manga.
- Nell'anime Roberto arriva al luogo della sfida tra Holly e Benji seguendo Holly, Bruce e Patty, mentre nel manga, per seguire la traiettoria del pallone lanciato da Holly dalla collina verso il giardino di Benji, Roberto si intrufola furtivamente nella casa di Benji venendo aggredito dal cane, e successivamente segue Benji e il suo allenatore personale verso il luogo della sfida.
- Nel manga, quando Roberto segna in rovesciata dopo che il pallone aveva colpito la traversa, Holly si allena tutto il giorno nel tentativo di riprodurre la stessa tecnica, mentre nell'anime questa sequenza viene sostituita da un sogno in cui Holly effettua quella tecnica contro Benji.
- Nella partita tra Newteam e Muppett, il secondo gol di Mark Lenders è diverso tra anime e manga: nel manga Lenders supera Tom con una finta inaspettata e poi segna di potenza nonostante Benji abbia tentato in uscita di stroncargli il tiro sul nascere, mentre nell'anime segna esclusivamente con la forza bruta con un tiro che entra in rete travolgendo Tom (che aveva provato a intervenire in scivolata) e facendo cadere a terra il guanto di Benji.
- Nell'arco delle scuole medie nel manga furono introdotti due personaggi nuovi, il pugile Kanda (innamorato di Patty) e Carlos (che impartisce lezioni private di portoghese a Holly), non inclusi tuttavia nell'anime. Il ruolo di Kanda venne ricoperto da Kanazawa (un personaggio filler), un membro del club di fotografia della Scuola Media Nankatsu.
- Sempre nell'arco delle scuole medie, nel manga Arthur è la riserva fissa della Newteam, per cui assiste alle partite dalla panchina, mentre nell'anime è un semplice tifoso come alle elementari.
- I ruoli di Mason e Carter nel gol del 4-3 della Newteam contro la Hirado sono stati invertiti: nel manga Carter superava Yuma e Mason segnava mentre nell'anime accadde l'opposto.

## Trasmissione ed esportazione all'estero
In Italia, l'anime debutta nel luglio 1986 su Italia 1 di Fininvest (successivamente Mediaset), con il titolo di Holly & Benji e con i nomi di giocatori e squadre cambiati (salvo rare eccezioni, come Shimada, Otomo, Hirado e Toho dovuto alla presenza di questi nomi scritti in romaji) per esplicita richiesta di Reteitalia alla società di doppiaggio (la CAR Film) in base alla loro politica d'italianizzare o anglicizzare i nomi giapponesi per motivazioni di semplificazione culturale. L'adattamento italiano fu successivamente ripreso, con minimi cambiamenti, nell'edizione francese e in quella spagnola, anche perché trasmesse dalle filiali estere di Fininvest. In Spagna la serie venne trasmessa da Telecinco di Fininvest a partire dal maggio 1990 con il titolo di Campeones - Oliver y Benji e con i nomi dell'adattamento italiano (con cambiamenti marginali come Oliver Hutton che diventa Oliver Atom). Invece in Francia la serie fu trasmessa da La Cinq di Fininvest a partire dal settembre 1988 con il titolo di Olive et Tom, mantenendo la maggior parte dei nomi di giocatori e squadre dell'adattamento italiano (ci furono rare eccezioni, per esempio l'Artic divenne l'Alarm, Oliver/Holly Hutton divenne Olivier/Olive Atton, Benji/Benjamin Price divenne Tom/Thomas Price e Tom Becker divenne Ben Becker, Amy divenne Tippy). Si noti che la musica della sigla della versione spagnola e francese di Holly e Benji è la stessa della sigla italiana di Lupin III.
Nei paesi dell'America latina, dove la serie è nota come Supercampeones, i nomi dell'adattamento spagnolo di Mediaset furono usati solo per alcuni personaggi (come Oliver Atom, Benji Price e Bruce Harper) o per alcune squadre, mentre per altri si scelse una via di mezzo tra nome originale e quello alterato (ad esempio Tom Misaki e Steve Hyuga), altri nomi ancora furono alterati in maniera completamente originale, a volte, basati sui nomi dei loro rispettivi doppiatori (ad esempio i fratelli Tachibana/Derrick divennero i fratelli Koriotto, Wakashimazu/Warner divenne Richard Tex Tex, Misugi/Ross divenne Andy Johnson). In Arabia la serie fu trasmessa con il titolo di Captain Majid e con i personaggi portanti nomi arabi. Invece in Germania, dove la serie fu trasmessa con il titolo di Die tollen Fussballstars, furono mantenuti i nomi originali.
La serie andò in onda in prima visione su Italia 1 dal 1986 riscuotendo un enorme successo. Proprio per sfruttare la popolarità raggiunta da Holly e Benji come traino per il nuovo anime sul calcio appena acquistato, Palla al centro per Rudy, la Mediaset decise di creare dei legami (inesistenti nella versione originale) tra Holly e Benji e Palla al centro per Rudy, in modo da incrementare il seguito del nuovo cartone; per esempio, nel doppiaggio italiano del primo episodio della serie veniva affermato che Rudy proveniva dalla Saint Francis, la squadra di Benji Price.
L'adattamento italiano dell'anime (su cui si basano gli adattamenti francese e spagnolo) ha compiuto alcune alterazioni rispetto all'opera originaria. Ad esempio la città dove vive Tsubasa/Holly si chiamava nell'originale Nankatsu (una città non esistente nella realtà), mentre gli adattatori italiani decisero di trasformarla nella reale Fujisawa (nonostante il fatto che Nankatsu si trovi nella prefettura di Shizuoka e ai piedi del Fuji a differenza di Fujisawa, che fa parte della prefettura di Kanagawa e dista un centinaio di chilometri dal monte); inoltre, mentre nell'originale le partite avevano durata ridotta (40 minuti alle elementari e 60 alle medie in luogo dei regolamentari 90 minuti), nel doppiaggio italiano tutte le partite durano 90 minuti. Inoltre, pur non alterando sostanzialmente la trama, l'adattamento italiano non è sempre fedele, con diversi dialoghi riscritti o fraintesi; va rilevato inoltre che in origine l'unico protagonista era Tsubasa (Holly), mentre gli adattatori italiani, basandosi esclusivamente sulla trama delle prime puntate, decisero di promuovere Wakabayashi (Benji) a coprotagonista, inserendolo nel titolo italiano; l'adattamento Mediaset ha tra l'altro invertito per errore gli episodi 65 e 66, svista che si è poi propagata in altre edizioni estere.
Inoltre nell'edizione italiana le anticipazioni dell'episodio successivo sono state rimosse e il titolo dell'episodio è stato spostato prima del riassunto dell'episodio precedente rimuovendo di conseguenza ogni elemento di separazione tra riassunto e inizio effettivo della puntata. Nell'edizione italiana si hanno anche alcune modifiche minori a livello audio o video.
Yamato Video ha messo a disposizione su YouTube tutti gli episodi, pur senza i rispettivi titoli. Nel 2021 la serie entra nel catalogo di Amazon Prime Video.

## Sigle
In Giappone la sigla di apertura era Moete Hero, cantata dapprima da Hiroyuki Okita e Yōko Ogai (episodi 1-87, dalla 56 cambiano solo le immagini) e poi da Takayuki Takemoto (episodi 88-128, con lieve rimontaggio delle immagini della 2ªOP), mentre le sigle di chiusura erano tre: Fuyu no Lion, cantata da Hiroyuki Okita, Tsubasa yo hashire! - Captain Tsubasa Ouenka, e Ashita ni mukatte shoot, cantata da Yōko Ogai. 
La sigla italiana storica è invece Holly e Benji due fuoriclasse, musica di Augusto Martelli, testo di Alessandra Valeri Manera e Nicola Gianni Muratori, cantata dall'allora undicenne Paolo Picutti (per le repliche fu spesso usata la sigla successiva Che campioni Holly e Benji). 
La sigla francese, Olive et Tom champions de foot, adoperata durante la trasmissione su La Cinq (canale Fininvest), era cantata da Jean-Claude Corbel, mentre la musica e arrangiamento era di Carmelo "Ninni" Carucci. Sia la sigla francese sia quella spagnola (Campeones: Oliver y Benji, trasmessa su Telecinco), adottavano la base della sigla italiana Lupin, l'incorreggibile Lupin senza violare il diritto d'autore, dato che le tre reti televisive in questione erano sempre di proprietà di Silvio Berlusconi. Questa cosa accadde anche nel doppiaggio portoghese su RTP1 con Campeões: Oliver e Benji, cantata da João Artur Guimarães.

## Nomi squadre
| Nome originale        | nome italianizzato/anglicizzato |
| --------------------- | ------------------------------- |
| Azumaichi             | Artic                           |
| Chubu                 | Chubu                           |
| Fuji                  | Fenton                          |
| Fujisawa              | Forrester                       |
| Furano                | Flynet                          |
| Hamana                | Oscar/Holscar                   |
| Hanawa SS             | Hotdog                          |
| Haruno                | Hollborg/Olfon                  |
| Hatsukura             | Hoppers                         |
| Hirado                | Hirado                          |
| Hitachi SC            | Holiday                         |
| Ichieda               | ???                             |
| Ikawa                 | Imperial                        |
| Ishidatesan           | Rapid                           |
| Ito                   | Ilor                            |
| Jonan                 | Gemini                          |
| Kanamura              | Crystal                         |
| Kasai                 | Keraton                         |
| Kitayama              | Kensington                      |
| Konishi               | Konishi                         |
| Kujukuri              | I 99                            |
| Matsuoka              | Master                          |
| Matsukami             | Matsukami                       |
| Matsukawa             | ???                             |
| Meiwa Higashi FC      | Muppet                          |
| Minamiuwa             | Majestic                        |
| Minami Urawa          | Rangers                         |
| Minamiuwa             | Majestic                        |
| Mizukoshi             | ???                             |
| Musashi FC            | Mambo                           |
| Nagano                | Nashville                       |
| Nakahara              | Nevada                          |
| Nanbu                 | Noodles                         |
| Nankatsu SC           | New Team SC                     |
| Nankatsu (elementari) | Newppy                          |
| Nankatsu (medie)      | New Team                        |
| Naniwa FC             | Norfolk                         |
| Nishigaoka            | Naughty Boys                    |
| Nishikigaoka          | Nightfox                        |
| Nishimine             | ?                               |
| Oozu                  | Omnibus                         |
| Otomo                 | Otomo                           |
| Sakimoto              | Salford                         |
| Sakusho               | Saxon                           |
| Sannomiya             | Golden Samurai                  |
| Sapporo               | Schenker                        |
| Satsunishi            | Steagle                         |
| Shimabara             | Shopping                        |
| Shimada               | Shimada                         |
| Shimizu               | Stanton                         |
| Shinjo                | Sheraton                        |
| Shûtetsu FC           | Saint Francis                   |
| Toho/Accademia Toho   | Toho/Toho School                |
| Tsuda                 | Trapper                         |
| Yamabuki              | York Town                       |
| Yonago                | Yellow                          |

## Personaggi e voci
Questa tabella racchiude solo alcuni dei personaggi più frequenti negli episodi, quindi è da considerarsi una lista parziale; inoltre alcuni di questi doppiatori hanno doppiato più di un singolo personaggio all'interno della serie.
| Personaggio                                                                    | Doppiatore italiano                                     | Doppiatore giapponese |
| ------------------------------------------------------------------------------ | ------------------------------------------------------- | --- |
| Holly (Oliver Hutton)                                                          | Fabrizio Vidale                                         | Yoko Ogai |
| Benji (Benjamin Price)                                                         | Giorgio Borghetti                                       | Kōichi Hashimoto |
| Tom Becker                                                                     | Rossella Acerbo                                         | Eiko Yamada |
| Mark Lenders                                                                   | Vittorio Guerrieri                                      | Hirotaka Suzuoki |
| Bruce Harper                                                                   | Massimiliano Manfredi                                   | Hiroko Maruyama |
| Julian Ross                                                                    | Christian Fassetta                                      | Reiko Kitō |
| Danny Mellow                                                                   | Marco Oliveri Orioles (1ª voce) Nanni Baldini (2ª voce) | Noriko Uemura (1ª voce) Tomoko Ishimura (2ª voce)                                                                          |
| Alan Crocker                                                                   | Giorgio Milana                                          | Eiko Yamada (1ª voce) Noriko Uemura (2ª voce)                                                                              |
| Roberto Sedinho                                                                | Roberto Del Giudice                                     | Hideyuki Tanaka |
| Maggie Hutton (mamma di Holly)                                                 | Claudia Razzi                                           | Akiko Inose |
| Michael Hutton (papà di Holly)                                                 | Stefano Villa (1ª voce) Dario De Grassi (2ª voce)       | Norio Wakamoto |
| Jack Morris                                                                    | Corrado Conforti                                        | Mie Suzuki |
| James Derrick                                                                  | Francesco Pezzulli                                      | Miki Narahashi |
| Jason Derrick                                                                  | Francesco Pezzulli                                      | Reiko Suzuki |
| Ted Carter                                                                     | Fabrizio Mazzotta (1ª voce) Stefano Onofri (2ª voce)    | Chika Sakamoto (1ª voce) Ken'yū Horiuchi (2ª voce)                                                                         |
| Philip Callaghan                                                               | Fabrizio Manfredi                                       | Mie Suzuki |
| Johnny Mason                                                                   | Julian Oliveri Orioles                                  | Kazue Ikura |
| Paul Diamond                                                                   |                                                         | Shigeru Nakahara |
| Ralph Peterson                                                                 | Andrea Ward                                             | Hōchū Ōtsuka |
| Ed Warner                                                                      | Rori Manfredi                                           | Nobuo Tobita |
| Clifford Yuma                                                                  | Guido Cavalleri                                         | Yoshikazu Hirano |
| Theodore Sellers                                                               | Riccardo Rossi                                          | Shigeru Nakahara |
| Jeff Turner, allenatore Muppet                                                 | Nino Scardina                                           | Yoshio Kawai |
| Peter Colby, 1º allenatore New Team                                            | Carlo Cosolo                                            | Ikuya Sawaki |
| Mizuno, 2º allenatore New Team                                                 | Giulio Platone                                          | |
| Charlie Custer                                                                 | Davide Lionello                                         | Noriko Uemura |
| Patrick Everett                                                                | Massimo Corizza                                         | Yūji Mitsuya |
| Eddie Bright                                                                   |                                                         | Ken'yū Horiuchi |
| Jonathan Gunnell, allenatore New Team                                          | Sandro Sardone                                          | Kan Tokumaru |
| Kirk Parson                                                                    | Fabio Boccanera                                         | Bin Shimada |
| Freddy Marshall                                                                | Rodolfo Baldini                                         | Shōzō Iizuka |
| Patty Gatsby                                                                   | Antonella Baldini                                       | Chika Sakamoto |
| Arthur Foster                                                                  | Isa Di Marzio                                           | Reiko Suzuki |
| Ichikawa e George, Bambini tifosi con Patty (Kazushige Ichikawa e Koji Nakano) | Marco Baroni e Alessandro Quarta                        | |
| David Newman (Masato Nakazato)                                                 | Oreste Baldini                                          | Yoshikazu Hirano |
| Steve Molby/Steve Montgomery                                                   | Andrea Ward                                             | Susumu Kotaki |
| Ray Thompson, Allenatore Toho                                                  | Silvio Anselmo (1ª voce) Giorgio Bandiera (2ª voce)     | Hideki Fukushi |
| Speaker delle partite                                                          | Sergio Matteucci                                        | Hiroshi Takeda (1ª voce) Akira Murayama (2ª voce)                                                                          |
| Narratore iniziale e Dottor Harada                                             | Mario Milita                                            | Hiroshi Takeda (1ª voce) (Narratore iniziale) Akira Murayama (2ª voce) (Narratore iniziale) Hideki Fukushi (Dottor Harada) |